# Guetta Blaster
Guetta Blaster — второй студийный альбом французского диджея Давида Гетта. Выпущен на лейбле Virgin Records 13 сентября 2004 года.

## Список композиций
| №                   | Название                                           | Длительность |
| ------------------- | -------------------------------------------------- | ------------ |
| 1.                  | «Money» (совместно с Крисом Уиллисом)              | 3:06         |
| 2.                  | «Stay» (совместно с Крисом Уиллисом)               | 3:30         |
| 3.                  | «The World Is Mine» (совместно с JD Davis)         | 3:38         |
| 4.                  | «Used to Be the One» (совместно с Крисом Уиллисом) | 4:06         |
| 5.                  | «Time» (совместно с Крисом Уиллисом)               | 4:07         |
| 6.                  | «Open Your Eyes» (совместно с Stereo MC's)         | 4:15         |
| 7.                  | «ACDC»                                             | 4:01         |
| 8.                  | «In Love with Myself» (совместно с JD Davis)       | 4:26         |
| 9.                  | «Higher» (совместно с Крисом Уиллисом)             | 3:43         |
| 10.                 | «Movement Girl» (совместно с Джеймсом Перри)       | 4:01         |
| 11.                 | «Get Up» (совместно с Крисом Уиллисом)             | 3:03         |
| 12.                 | «Last Train» (совместно с Miss Thing)              | 3:07         |
| Общая длительность: | Общая длительность:                                | 45:05        |

## Видео и бонусные треки
Бонусные треки и видео можно найти только на дисках, выпущенных ограниченным тиражом.
| №  | Название                                       | Длительность |
| -- | ---------------------------------------------- | ------------ |
| 1. | «Old School Acid» (совместно с Джеймсом Перри) | 3:18         |
| 2. | «Stay (Remix)» (совместно с Крисом Уиллисом)   | 3:27         |

| №  | Название                                                        | Длительность |
| -- | --------------------------------------------------------------- | ------------ |
| 1. | «Stay (Fuzy Hair RMX edit)» (совместно с Крисом Уиллисом)       | 4:45         |
| 2. | «The World Is Mine (Deep Dish RMX edit)» (совместно с JD Davis) | 4:07         |
| 3. | «Old School Acid» (совместно с Джеймсом Перри)                  | 3:18         |